# London's Burning
"London's Burning" es una canción de The Clash de su álbum de debut homónimo. Es la octava pista de la versión británica de este álbum y la séptima pista de la versión estadounidense de 1979.

## Letra
La canta Joe Strummer (y Mick Jones, con Paul Simonon en los coros), los cuales comienza la canción gritando "London's Burning!" dos veces. La canción continúa hablando del tráfico de automóviles de Londres, donde los jóvenes intentan divertirse conduciendo en sus coches  durante toda la noche hasta que estén aburridos y lejos de ser felices. Este mensaje se ve claramente en el siguiente verso:
"I'm up and down the Westway, in an' out the lights
What a great traffic system – it's so bright
I can't think of a better way to spend the night
Than speeding around underneath the yellow lights"
En castellano:
"Estoy arriba y abajo del Westway, dentro y fuera de las luces
Qué gran sistema de tráfico, es tan brillante
No puedo pensar en una mejor manera de pasar la noche.
Que correr por debajo de las luces amarillas "
La canción alude al aburrimiento de la televisión y también puede reflejar el tema racial a menudo tratado por la banda, especialmente en el primer verso con la línea: "Blanco o negro enciéndelo, enfrenta la nueva religión.
Se grabó por primera vez en CBS Studios London para las sesiones del álbum debut. El solo de guitarra improvisado de Mick Jones al final de la canción no es muy típico del punk rock, que a menudo tiene una actitud minimalista. Una versión alternativa tomada de la película promocional "White Riot" en abril de 1977 fue lanzada en la cara B del controvertido sencillo "Remote Control" en mayo de 1977.

## Personal
Joe Strummer-voz, guitarra rítmica 
Mick Jones-coros, guitarra solista
Paul Simonon- bajo, coros
Terry Chimes-batería